# Brazilska ženska košarkaška reprezentacija
Brazilska ženska košarkaška reprezentacija predstavlja državu Brazil u međunarodnoj ženskoj košarci.

## Nastupi na velikim natjecanjima

### Olimpijske igre
- 1992.: 7. mjesto
- 1996.:  srebro
- 2000.:  bronca
- 2004.: 4. mjesto
- 2008.: 11. mjesto
- 2012.:

### Svjetska prvenstva
- 1953.: 4. mjesto
- 1957.: 4. mjesto
- 1964.: 5. mjesto
- 1967.: 8. mjesto
- 1971.:  bronca
- 1975.: 6. mjesto
- 1979.: 12. mjesto
- 1983.: 5. mjesto
- 1986.: 11. mjesto
- 1990.: 10. mjesto
- 1994.:  zlato
- 1998.: 4. mjesto
- 2002.: 7. mjesto
- 2006.: 4. mjesto
- 2010.: 9. mjesto

### FIBA AmeriCup
- 1989.:  srebro
- 1993.:  srebro
- 1997.:  zlato
- 1999.:  srebro
- 2001.:  zlato
- 2003.:  zlato
- 2005.:  srebro
- 2007.:  bronca
- 2009.:  zlato
- 2011.:  zlato

### Panameričke igre
- 1951.:
- 1955.:  bronca
- 1959.:  srebro
- 1963.:  srebro
- 1967.:  zlato
- 1971.:  zlato
- 1975.: 4. mjesto
- 1979.: 4. mjesto
- 1983.:  bronca
- 1987.:  srebro
- 1991.:  zlato
- 1995.: nije održano
- 1999.: 4. mjesto
- 2003.:  bronca
- 2007.:  srebro
- 2011.:  bronca
- 2015.: 4. mjesto
- 2019.:  zlato